# Vila Praia de Âncora
Vila Praia de Âncora is een plaats (freguesia) in de Portugese gemeente Caminha en telt 4 688 inwoners (2001).